# گورگورا
گورگورا (به لاتین: Gorgora) یک شهرک در اتیوپی است. گورگورا ۴٬۷۸۳ نفر جمعیت دارد.